# Elecciones municipales de 2011 en Alcorcón
Las elecciones municipales de 2011 se celebraron en Alcorcón el domingo 22 de mayo, de acuerdo con el Real Decreto de convocatoria de elecciones locales en España dispuesto el 28 de marzo de 2011 y publicado en el Boletín Oficial del Estado el día 29 de marzo. Se eligieron los 27 concejales del pleno del Ayuntamiento de Alcorcón mediante un sistema proporcional (método d'Hondt) con listas cerradas y un umbral electoral del 5 %.

## Resultados
Los resultados completos se detallan a continuación:
| Candidatura                                         | Candidatura                                            | Votos   | %                               | Concejales                      |
| --------------------------------------------------- | ------------------------------------------------------ | ------- | ------------------------------- | ------------------------------- |
|                                                     | Partido Popular (PP)                                   | 41 335  | 48,44                           | 15                              |
|                                                     | Partido Socialista Obrero Español (PSOE)               | 26 806  | 31,41                           | 9                               |
|                                                     | Izquierda Unida-Los Verdes Comunidad de Madrid (IU-LV) | 7544    | 8,84                            | 2                               |
|                                                     | Unión Progreso y Democracia (UPyD)                     | 5069    | 5,94                            | 1                               |
| Iniciativa Vecinal Independiente de Alcorcón (IVIA) | Iniciativa Vecinal Independiente de Alcorcón (IVIA)    | 1195    | 1,40                            | 0                               |
| Ecolo Verdes (ECOLO)                                | Ecolo Verdes (ECOLO)                                   | 1117    | 1,31                            | 0                               |
| Partido Comunista de los Pueblos de España (PCPE)   | Partido Comunista de los Pueblos de España (PCPE)      | 396     | 0,46                            | 0                               |
| Votos en blanco                                     | Votos en blanco                                        | 1870    | 2,19                            | n/a                             |
| Votos válidos                                       | Votos válidos                                          | 85 332  | 100,00                          | 27                              |
| Votos nulos                                         | Votos nulos                                            | 1306    | Participación: \| \| 69,99 % \| | Participación: \| \| 69,99 % \| |
| Votantes                                            | Votantes                                               | 86 638  | Participación: \| \| 69,99 % \| | Participación: \| \| 69,99 % \| |
| Electores                                           | Electores                                              | 123 795 | Participación: \| \| 69,99 % \| | Participación: \| \| 69,99 % \| |
|                                                     | 69,99 %                                                |         |                                 |                                 |

## Concejales electos
Relación de concejales electos:
| N.º | Nombre                         | Lista | Lista |
| --- | ------------------------------ | ----- | ----- |
| 1   | David Pérez García             |       | PP    |
| 2   | Enrique Cascallana Gallastegui |       | PSOE  |
| 3   | Óscar Romera Jiménez           |       | PP    |
| 4   | Silvia Cruz Martín             |       | PP    |
| 5   | Natalia de Andrés del Pozo     |       | PSOE  |
| 6   | José Gabriel Astudillo López   |       | PP    |
| 7   | Manuel Lumbreras Fernández     |       | PSOE  |
| 8   | Susana Mozo Alegre             |       | PP    |
| 9   | José Antonio López Tinaquero   |       | IU-LV |
| 10  | Antonio Luis Galindo Casado    |       | PP    |
| 11  | María Antonia García Fernández |       | PSOE  |
| 12  | Antonio Sayago del Viso        |       | PP    |
| 13  | Francisco Siles Tello          |       | PSOE  |
| 14  | Laura Pontes Romero            |       | PP    |
| 15  | Jesús Gamonal López            |       | UPyD  |
| 16  | José Emilio Pérez Casado       |       | PP    |
| 17  | Marta Bernardo Llorente        |       | PSOE  |
| 18  | María Pilar Araque Leal        |       | PP    |
| 19  | Francisco Pérez Pla            |       | PSOE  |
| 20  | Juan Carlos Martínez Aguera    |       | IU-LV |
| 21  | Marta González Díaz            |       | PP    |
| 22  | Eduardo Serrano Rodríguez      |       | PP    |
| 23  | Candelaria Testa Romero        |       | PSOE  |
| 24  | Carlos Gómez Díaz              |       | PP    |
| 25  | Antonio Elviro Arroyo          |       | PSOE  |
| 26  | Antonio Ramírez Pérez          |       | PP    |
| 27  | Loreto Sordo Ruiz              |       | PP    |

## Sesión de investidura
| Votación de investidura Mayoría absoluta: 14/27 |       |
| Candidato                                       | Votos |
| David Pérez García                              | 15    |
| Enrique Cascallana                              | 9     |
| Abstenciones                                    | 3     |